# 에키네시아
에키네시아속은 국화과의 하위 분류이다.

## 하위 종
- 자주천인국
- 드린국화